# 잇 테익스 투
《잇 테익스 투》(It Takes Two)는 헤이즈라이트 스튜디오스가 개발하고 일렉트로닉 아츠가 배급한 액션 어드벤처 플랫폼 게임이다. 'EA 오리지널' 레이블을 통해 출시됐으며, 2021년 3월 26일 마이크로소프트 윈도우, 플레이스테이션 4, 플레이스테이션 4, 엑스박스 원 및 엑스박스 시리즈 X/S로 전세계 동시발매됐다.
헤이즈라이트의 데뷔작 《어 웨이 아웃》처럼 일인용 모드를 일절 지원하지 않고 온라인 및 로컬 방식으로 화면 분할식 2인용 협동 플레이로만 가능한 것이 특징이다.

## 게임플레이
《잇 테익스 투》는 플랫폼 게임플레이가 섞인 액션 어드벤처 게임이다.

## 개발
헤이즈라이트의 전작 《어 웨이 아웃 (2018)》과 스타브리즈의 《브라더스: 어 테일 오브 투 선즈 (2013)》에 관여했던 요제프 파레스가 기획한 게임이다.